# مسرح عمليات المتوسط والشرق الأوسط في الحرب العالمية الثانية
مسرح عمليات المتوسط والشرق الأوسط وأفريقيا هو مصطلح عسكري يطلق على كل المعارك الحربية التي دارت بين قوات الحلفاء وقوات المحور سواء كانت بحرية أو برية أو جوية على مجمل أراضي حوض البحر الأبيض المتوسط والشرق الأوسط وأفريقيا خلال فترة العمليات العسكرية الممتدة ما بين العاشر من يونيو عام 1940 والذي يوافق دخول إيطاليا الحرب بجانب ألمانيا وحتى الثاني من مايو لعام 1945 مع استسلام كل عناصر قوات المحور المتمركزة في إيطاليا معلنة نهاية الحرب العالمية الثانية في أوروبا، وإن استمرت المعارك الدائرة في اليونان بمشاركة القوات البريطانية أثناء دعمها للقوات الحكومية خلال المراحل الأولى من الحرب الأهلية اليونانية.

## شمال أفريقيا
بدأت العمليات العسكرية في الحادي عشر من يونيو لعام 1940، في اليوم التالي لإعلان إيطاليا الحرب على قوات الحلفاء، تلك العمليات التي بدأت بتبادل الهجمات بين مواقع القوات الإيطالية ودول الكومنولث، ولعل أبرز نتائج تلك الهجمات هي استيلاء عناصر من القوات البريطانية على حصن كابوتزو على الحدود المصرية الليبية في السابع عشر من يونيو.
ومع بداية العمليات العسكرية في القارة السمراء، وجه بينيتو موسوليني الجزء الأكبر من المجهود العسكري الإيطالي في المنطقة للربط بين جزئي الإمبراطورية الإيطالية في أفريقيا؛ شمال أفريقيا الإيطالي (بالإيطالية: Africa Settentrionale Italiana أو ASI) وشرق أفريقيا الإيطالي (بالإيطالية:Africa Orientale Italiana أو AOI)، علاوة على رغبته الأكيدة لضم مصر والسيطرة على قناة السويس ومن ثم حقول النفط العربية، ومع طليعة شهر يوليو، نجحت عناصر من القوات الإيطالية المتمركزة في شرق أفريقيا من اجتياز الحدود السودانية وأجبرت حامية بريطانية مرابضة عند تحويلة خطوط السكك الحديدية بمدينة كسلا، كما استولت القوات الإيطالية على موقع بريطاني حصين في بمدينة القلابات (تقع بولاية القضارف الحالية على الحدود السودانية الأثيوبية)، مائتي ميل جنوب كسلا، كما داهمت القوات الإيطالية مدن كرمك وقيسان وحاضرة الدمازين الواقعة جميعها على مجرى النيل الأزرق (يقعوا جميعا بولاية النيل الأزرق الحالية)، إلا أن النقص الحاد للوقود أجبر القوات الإيطالية على وقف تقدمها داخل الأراضي السودانية واكتفائها بتحصين مدينة كسلا وإقامة نقاط حصينة ومواقع مضادة للدبابات مما جعل كسلا موقعا إيطاليا حصينا بالسودان.
وفي الثامن من أغسطس أصدر موسوليني أوامره للقوات الإيطالية في شمال أفريقيا بغزو مصر، وفي الثالث عشر من سبتمبر عبرت القوات الإيطالية الحدود المصرية من قاعدتها العسكرية الموجودة في برقة بليبيا، وإن عجزت عن التقدم لأبعد من سيدي براني، كما لم تحقق الحملة أي من أهدافها المأمولة، وخلال العام نفسه (1940)، قامت القوات البريطانية ووحدات من قوات دول الكومنولث بقيادة الجنرال أرشيبالد ويفل بشن عملية مضادة عُرفت باسم عملية البوصلة، وبحلول فبراير من عام 1941 انتهت المعارك بهزيمة الجيش العاشر الإيطالي واسترجاع جميع المكاسب التي حققتها القوات الإيطالية على الأراضي المصرية واستيلاء القوات البريطانية على الغالبية العظمى من برقة، كما لاقت القوات الإيطالية هزيمة أخرى خلال معركة الكفرة في شهر مارس والتي انتهت بفقدان إيطاليا لواحة الكفرة جنوب شرق ليبيا؛ أحد أهم نقاط الوصل بين شطري الإمبراطورية الإيطالية بأفريقيا.
ومع زيادة حدة القتال في ليبيا، قامت قوات المحور بمهاجمة اليونان، وبالفعل صدرت الأوامر للجنرال ويفل بوقف تقدمه ضد القوات الإيطالية وإرسال الجنود إلى اليونان، وعلى الرغم من اعتراض ويفل على قرار القيادة العامة إلا أنه انصاع للأوامر الصادرة إليه في النهاية، ومع ذلك، لم تفلح جهود قوات الحلفاء في استدراك الأمور ومنع سقوط اليونان في أيدي قوات المحور، ومع وقف الزحف البريطاني ضد القوات الإيطالية في الصحراء الغربية، مالت كفة المعركة مرة أخرى ناحية قوات المحور، خاصة بعد دخول فيلق الصحراء الألماني ساحة المعركة بقيادة إرفين رومل ليستمر القتال لمدة عام ونصف حتى مطلع عام 1943، اختلطت خلاله حظوظ الفريقين قبل تحقيق قوات الحلفاء لنصر حاسم على يد الجيش الثامن البريطاني بقيادة الجنرال برنارد مونتجمري خلال معركة العلمين الثانية وطرد قوات المحور من كامل الأراضي الليبية وإجبارهم على الانسحاب حتى عمق الأراضي التونسية.
خلال الوقت نفسه، كانت القوات البرية الأمريكية قد دخلت ساحة القتال بالفعل وبدأت عملياتها في شمال أفريقيا بمشاركتها في عملية الإنزال البرمائية لقوات الحلفاء على الساحل الشمالي الغربي لأفريقيا في الثاني من نوفمبر لعام 1942 وهي العملية المعروفة باسم عملية الشعلة بقيادة الجنرال دوايت أيزنهاور القائد الأعلى للقيادة العامة لقوات الحلفاء بمنطقة المتوسط.
في هذه الأثناء، انتقلت قيادة القوات الألمانية والإيطالية المشتركة من يد رومل للجنرال الإيطالي جيوفاني ميسي بسبب تدهور صحة الأول، تلك القوات التي وجدت نفسها محاصرة بالفعل من جانب قوات الحلفاء خلال حملة تونس، وعلى الرغم من ذلك تمكنت بقايا قوات المحور من تعطيل تقدم قوات الحلفاء عن طريق شن سلسلة العمليات الدفاعية تمكنوا خلالها من تحقيق بعض الانتصارات أبرزها معركة ممر القصرين بقيادة رومل في ذلك الوقت بالإضافة إلى انتصارات متزي عند خط مارث إلا أن انتصارات دول المحور لم تدم خاصة بعد نجاح قوات الحلفاء في عملية التطويق إضافة لتفوق قوات الحلفاء الواضح من ناحية العدد والعتاد، ولم تتمكن الهجمات الوقائية من صد تقدم قوات الحلفاء والحيلولة دون هزيمة دول المحور في أخر معارك شمال أفريقيا بعد محصارة القوات الألمانية والإيطالية عند خط مارث حتى انتهت المقاومة تماما باستسلام القوات في الثالث عشر من مايو لعام 1943 وسقوط أكثر من 240,000 من جنود دول المحور كآسرى حرب في يد الحلفاء.

## غرب أفريقيا
في أواخر عام 1940 هاجمات قوات الحلفاء المؤلفة أغلبها من القوات البريطانية وقوات فرنسا الحرة مواقع قوات فرنسا فيشي بمستعمراتها في غرب أفريقيا، ولكن نجحت قوات فرنسا فيشي في الاحتفاظ بدكار وإبقاء سيطرتها على مستعمرات غرب أفريقيا حتى نوفمبر من عام 1942 عندما تمكنت قوات الحلفاء في الاستيلاء على الجابون ومن ثم على باقي أجزاء أفريقيا الاستوائية الفرنسية ككل.

## شرق أفريقيا
يطلق مصطلح حملة شرق أفريقيا على مجمل المعارك والعمليات العسكرية التي دارت في شرق أفريقيا منذ شهر يونيو لعام 1940 والتي بمشاركة قوات الإمبراطورية البريطانية ودول الكومنولث وقوات الدول الحليفة لبريطانيا إلى جانب قوات من المقاومة الإثيوبية من جهة وقوات الإمبراطورية الإيطالية من جهة أخرى، والتي انتهت بعزل القوات الإيطالية المتمركزة في شرق أفريقيا الإيطالي عزلا تاما عن باقي القوات الإيطالية بشمال أفريقيا حتى أصبحت عمليات الإمداد والتموين لهذه القوات عملية مستحيلة مما أدى لهزيمتها هزيمة ساحقة مع نهاية العمليات العسكرية بالمنطقة.
فبعد العمليات الهجومية الأولى التي شنتها القوات الإيطالية والتي نجحت من خلالها في انتزاع الصومال البريطاني، أُجبر الإيطاليين على الركون إلى الدفاع بسبب نقص الإمدادات وخاصة إمدادات الوقود، مما أعطى البريطانيون الفرصة لإعادة ترتيب القوات وشن عمليات هجومية لاسترجاع الأرض كان أولها عام 1941، واتت هذه الهجمات بثمارها سريعا حيث أعلن الحاكم الإيطالي الاستسلام في الثامن عشر من مايو منهيا بذلك العمليات العسكرية بشرق أفريقيا، مما أعطى الفرصة للإمبراطور هيلا سيلاسي المنفي في ذلك الوقت لاستعادة عرش إمبراطورية الحبشة وإن استمرت بعض الحاميات الإيطالية في المقاومة بعد هذا التاريخ حتى استسلمت آخرها في نوفمبر من نفس العام بمدينة قوندر.
كما تضاف معركة مدغشقر إلى مسرح عمليات شرق أفريقيا والتي تمكنت خلالها قوات الحلفاء من استعادة السيطرة على جزيرة مدغشقر القابعة تحت سيطرة فرنسا فيشي، وبدأت معركة مدغشقر في الخامس من مايو لعام 1942 واستمر القتال دون توقف حتى السادس من نوفمبر.
وكانت آخر المعارك الكبري بمنطقة شرق أفريقيا قد انتهت في ديسمبر لعام 1942 بسقوط الصومال الفرنسي (جيبوتي حاليا) بعد حصار بريطاني دام مائة وواحد يوما.

## العراق
بحلول عام 1932 حصلت العراق على استقلال مشروط من المملكة المتحدة، نصت هذه الشروط على بقاء القواعد العسكرية البريطانية الموجودة داخل الأراضي العراقية وعدم المساس بها، مما أثار حفيظة الشعب العراقي عامة ورئيس وزرائه الجديد رشيد عالي الكيلاني المؤيد لتوجهات دول المحور، مما دفع القيادة العامة للقوات البريطانية في الهند لإرسال فرقة من جنودها، بدأت طلائع تلك الفرقة في الوصول إلي البصرة في الثامن عشر من إبريل لحماية القاعدة الجوية البريطانية هناك.
في خضم تلك الأحداث، نجح الجيش العراقي في الاستيلاء على القاعدة فقيرة التسليح التابعة لسلاح الجو الملكي بالحبانية شمال شرق بغداد في الثلاثين من إبريل، وعلى الرغم من خلو القاعدة من أي طائرات هجومية إلا أن أفراد القاعدة عدّلوا من طائرات التدريب وزادوا من قدراتها على حمل السلاح، كما أرسلت القيادة العامة البريطانية كتيبة مشاة لدعم القاعدة، علاوة على قوات الردع التي أرسلتها قيادة القوات البريطانية في الشرق الأوسط من مواقعها بإمارة شرق الأردن بيد أنه مع وصول طلائع هذه القوات كانت الأمور قد استتبت بالفعل لصالح القوات البريطانية الموجودة بالعراق والتي تمكنت من إلحاق الهزيمة بالجيش العراقي قليل الخبرة والتدريب على الرغم من تلقي الأخير لمساعدات مباشرة من اللوفتڤافه (سلاح الجو الألماني)، وأخذت القوات البريطانية مجتمعة في التقدم صوب بغداد للاستيلاء عليها ومنها إلى الموصل.
ومع تردي الأوضاع وتأكد الكيلاني من هزيمة جيوشه أمام القوات البريطانية، أضطر رئيس الوزراء العراقي للفرار إلى إيران قبل توقيع الهدنة في الحادي والثلاثين من مايو التي استعاد على أثرها الملك فيصل الثاني مُلك العراق وتكونت حكومة عراقية جديدة مؤيدة لبريطانيا.

## سوريا ولبنان
أثناء تقدم القوات البريطانية نحو بغداد، استطاعت مجموعة من أفراد فرقة الدفاع الجوي إسقاط واحدة من طائرات سلاح الجو الألماني التي استخدمت لدعم ثورة رشيد عالي الكيلاني، وكان من المعروف لدى قوات الحلفاء أن أقرب القواعد الجوية الألمانية للعراق تقع فوق جزيرة رودوس اليونانية، ومن المستحيل أن تستمر الطائرات الألمانية في التحليق هذه المسافة كلها دون إعادة تزويدها بالوقود خلال تلك الرحلة وهو ما لم يمكن إتمامه إلا في سوريا أو لبنان الواقعتان تحت سيطرة فرنسا فيشي، مما أثار شكوك قوات الحلفاء بشأن مستعمرات فرنسا فيشي وتوججها الحيادي المزعوم تجاه النزاع العسكري، مما دفع قوات الحلفاء باتخاذ قرار غزو سوريا ولبنان.
أثناء تلك الحملة قامت وحدات من القوات الأسترالية والبريطانية والهندية بالإضافة لقوات فرنسا الحرة بغزو جنوب سوريا ولبنان من الجنوب من ناحية فلسطين في الثامن من يونيو لعام 1941، وعلى الرغم من المقاومة الشرسة التي أبدتها وحدات قوات فرنسا فيشي، إلا أن الكلمة الأخيرة كانت لصالح قوات الحلفاء لتطور تدريبها وتسليحها علاوة على التفوق العددي والنوعي لقوات الحلفاء، كما شنت القوات البريطانية هجمات أخرى على شمال ووسط سوريا نهاية شهر يونيو ومطلع شهر يوليو من جهة العراق عن طريق القوات البريطانية وقوات دول الكومنولث الموجودة هناك والمعروفة باسم عراق فورس (بالإنجليزية: Iraqforce).
وبحلول الثامن من يوليو كانت منطقة شمال شرق سوريا قد سقطت بأكملها في أيدي القوات البريطانية واستمر تقدم عناصر من عراق فورس بطول نهر الفرات نحو حلب مهددين بذلك مؤخرة قوات فرنسا فيشي المدافعة عن بيروت ضد تقدم القوات البريطانية من الجنوب، الأمر الذي دفع قوات فرنسا فيشي لبحث شروط الهدنة مع الحلفاء في الحادي عشر من يوليو ومن ثم توقيع شروط الاستسلام بعد هذا التاريخ بثلاثة أيام فقط.

## إيران
مع تصاعد حدة القتال بطول الجبهة الشرقية تزايدت حاجة الاتحاد السوفيتي من المؤن والعتاد، والتي كانت عادة ما ترسل عن طريق النرويج مرورا بالكاب الشمالي حتى مدينتي مورمانسك وأرخانجيلسك السوفيتيتين الشماليتين، بيد أن هذا الطريق لم يعد كافيا لتأمين الإمدادات المطلوبة خاصة بعد زيادة هجمات القوات الألمانية على سفن الإمدادات والحيلولة دون وصولها إلى الاتحاد السوفيتي، مما إضطر الحكومة الأمريكية لإرسال المؤن على سفن أمريكية رافعة العلم السوفيتي تخرج من الموانئ الأمريكية وحتى مدينة فلاديفوستوك، إلا أن هذا الطريق لم يف بالغرض منه هو الآخر، مما دعى قوات الحلفاء لإيجاد وسيلة أخرى لضمان خط إمداد آمن وثابت للاتحاد السوفيتي.
وتمثل الحل الوحيد في استيلاء قوات الحلفاء على إيران، خاصة بعدما أظهر الشاه رضا بهلوي تودده لألمانيا في أكثر من مجال ورفضه السماح لقوافل الإمداد الخاصة بقوات الحلفاء بالمرور عبر أراضيه حتى حدود الاتحاد السوفيتي ورفضه كذلك تسخير خطوط السكك الحديدية الإيرانية لمصلحة الحلفاء متعللا بموقف بلاده الحيادي من العمليات العسكرية الخاصة بالحرب، وعليه قامت القوات الأنجلو سوفيتية المشتركة بغزو إيران في أغسطس من عام 1941 واحتلالها الكامل لإيران في عملية عسكرية أطلق عليها عملية الإحياء، ترتب عليها خلع الشاه عن عرش إيران ونفيه خارج البلاد وتنصيب إبنه خليفة له على العرش، كما تم تأمين جميع حقول النفط الإيرانية لضمان عدم وقوعها في أيدي قوات المحور وكذلك فتح طريق آمن للإمدادات عبر الممر الفارسي إلى داخل العمق السوفيتي.

## الحملات البحرية

الهجوم البريطاني أثناء معركة تارانتو.

لم تهدف معركة المتوسط لتحقيق السيطرة الاستراتيجية على المياه الدولية كما كان الحال في معركة الأطلسي، بل كان الهدف الأساسي من واء تلك المعارك الدائرة بين أساطيل الدول المتحاربة هو تأمين المتوسط لضمان نجاح العمليات الحربية البرية الدائرة على الأراضي المطلة عليه. كانت أولى المعارك الكبرى على صفحة المتوسط قد دارت في الحادي عشر من يونيو لعام 1940، صبيحة اليوم التالي لدخول إيطاليا الحرب بجانب ألمانيا، والمشاركة في حصار مالطا وما أعقبها من اشتباكات بحرية تمثلت في تحطيم الأسطول الفرنسي بالمرسى الكبير في الثالث من يوليو لعام 1940 وهزيمة الأسطول الملكي الإيطالي (ريجيا مارينا) خلال معركة تارانتو في الحادي عشر من نوفمبر لعام 1940.

## البلقان
حملة البلقان هي مجمل العمليات العسكرية التي قامت بها قوات المحور لغزو اليونان ويوغوسلافيا أثناء الحرب العالمية الثانية، وهي العمليات التي بدأت بغزو إيطاليا لليونان في الثامن والعشرين من أكتوبر لعام 1940 وانتهت باستيلاء القوات الألمانية الإيطالية المشتركة على جزيرة الكريت اليونانية في الأول من يونيو لعام 1941.

### اليونان

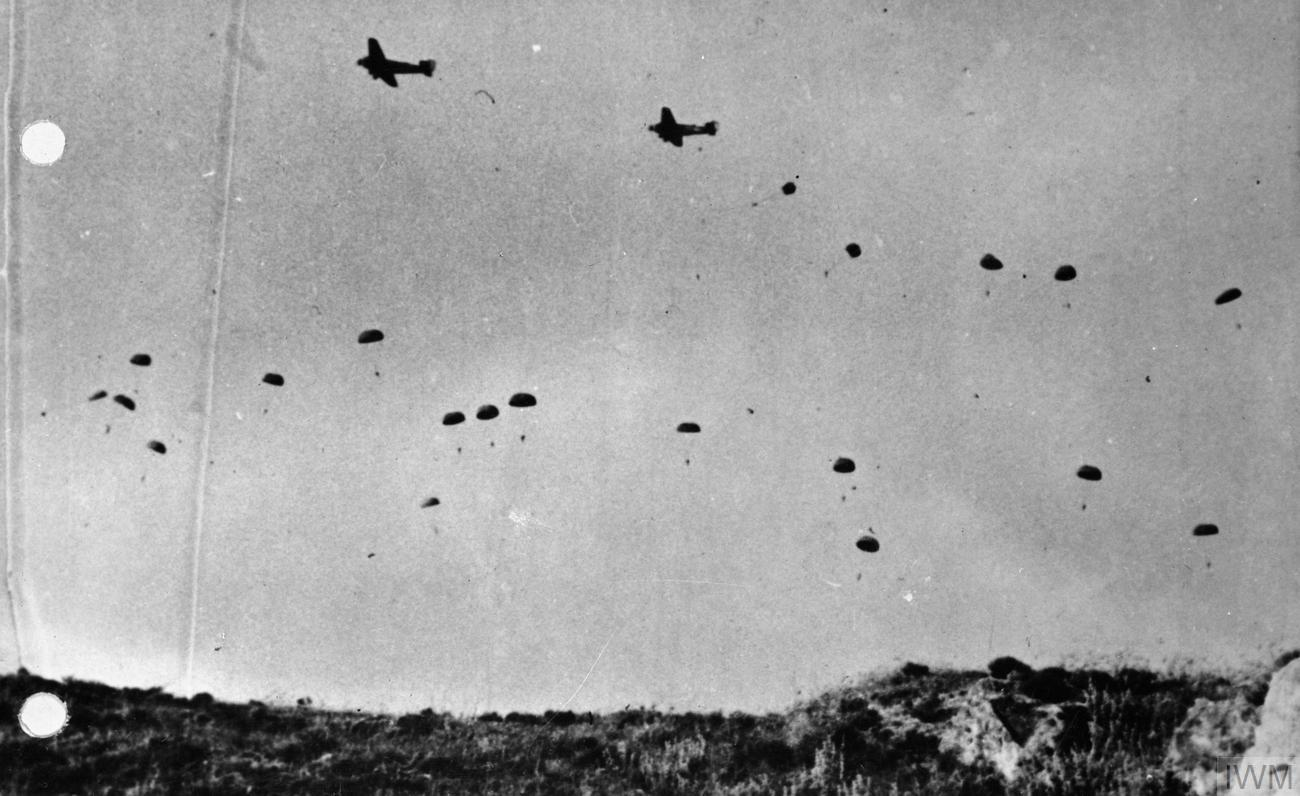
عناصر من القوات المظلية الألمانية لحظة إسقاطهم فوق جزيرة كريت.

اندلعت الحرب اليونانية الإيطالية أواخر عام 1940، حيث قامت القوات الإيطالية بغزو اليونان من ناحية ألبانيا، ونجحت اليونان خلال الأسابيع الأولى من المعارك في صد الهجوم الإيطالي وإجبار القوات الإيطالية على الانسحاب، ولم تكتف القوات اليونانية بذلك، بل استمرت في التقدم حتى استولت على قرابة ربع مساحة الأراضي الألبانية، واستمر التفوق اليوناني حتى ربيع عام 1941 عندما تدخلت ألمانيا وحلفائها لنجدة القوات الإيطالية، فشاركت القوات الألمانية في معارك البلقان ونجحت في الاستيلاء على يوغوسلافيا ثم اليونان.
ومنذ اندلاع المعارك، لم تسمح اليونان بمشاركة القوات البرية التابعة لدول الكومنولث وذلك ليقين اليونان بأن بريطانيا لن ترسل من القوات ما يسمح بتحقيق نصر حاسم على القوات الإيطالية، ومع ذلك، قبلت اليونان تدخل سلاح الجو الملكي خلال معاركها مع القوات الإيطالية في ألبانيا، ولم تتدخل قوات الكومنولث بشكل فعال إلا بعد اجتياح ألمانيا لبلغاريا وهو ما كان يونبئ باستعداد القوات الألمانية لغزو اليونان.
وبالفعل تمكنت القوات الألمانية من الإطاحة سريعا بالمقاومة اليونانية وقوات الكومنولث المساندة لها والاستيلاء على بر اليونان الرئيسي، مما دفع القوات البريطانية للانسحاب إلى جزيرة الكريت التي قامت القوات الألمانية بمهاجمتها لاحقا عن طريق عناصر من المظليين لتأمين وإنشاء جسر جوي ألماني على الجزيرة.
ونجحت القوات الألمانية في إنزال العديد من وحدات المظليين على الجزيرة ومن ثم الاستيلاء عليها، وبانتصار القوات الألمانية في معركة كريت ضمنت ألمانيا تأمين قواتها من ناحية الأطراف الجنوبية وحولت وجهتها بعد ذلك تجاه الشرق.

### يوغوسلافيا

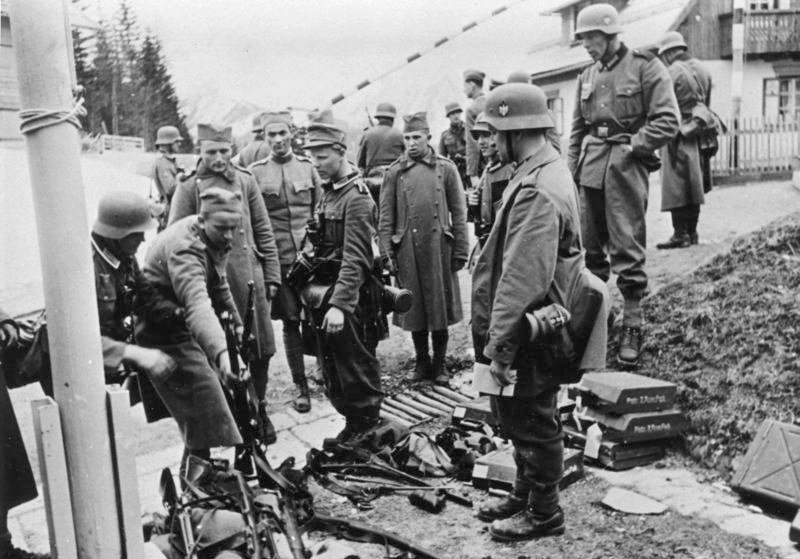
جنود من الجيش الملكي اليوغوسلافي لحظة استسلامهم للقوات الألمانية.

في إبريل من عام 1941، نجت القوات المشتركة لألمانيا وإيطاليا والمجر وبلغاريا في اجتياح يوغوسلافيا وهزيمة الجيش الملكي اليوغوسلافي والاستيلاء على البلاد بعد إحدى عشر يوما فقط من المعارك، وتقسيم يوغوسلافيا بين القوات الأربعة، علاوة على قيام دول عميلة لقوات المحور على الأراضي اليوغوسلافية مثل دولة كرواتيا المستقلة ونظام نديتش الحاكم في صربيا، مما أدى لانلاع حرب العصابات في مختلف أنحاء يوغوسلافيا عن طريق عناصر الشيوعيين من البارتيزان اليوغوسلاف بقيادة جوزيف بروز تيتو وانضم إليهم بعد ذلك عناصر من وحدات بالجيش الملكي اليوغوسلافي السابق والمعروفة باسم الشتنيك، وهي المجموعة التي مثلت حالة فريدة من نوعها خلال حملة البلقان؛ إذ كان منها المناهض للاحتلال الألماني ومن ثم انضم للبارتيزان لمحاربة الألمان، ومنها من رأى في التواجد الشيوعي بالبلاد خطرا داهما في وجه الأرستقراطية الملكية وطبقة النبلاء مما دفعهم للانضمام للقوات الألمانية ومحاربة البارتيزان الشيوعيون.
ورويدا رويدا نجح البارتيزان في كسب تأييد قوات الحلفاء بصفتهم حركة المقاومة الوحيدة بيوغوسلافيا كما حصلوا على دعم لوجستي من الاتحاد السوفيتي وباقي الحلفاء الغربيين ساعد على تنمية قدراتهم العسكرية حتى تمكنوا من تحرير يوغوسلافيا من الاحتلال الألماني.

## الشواطئ الخاضعة للسيطرة الإيطالية

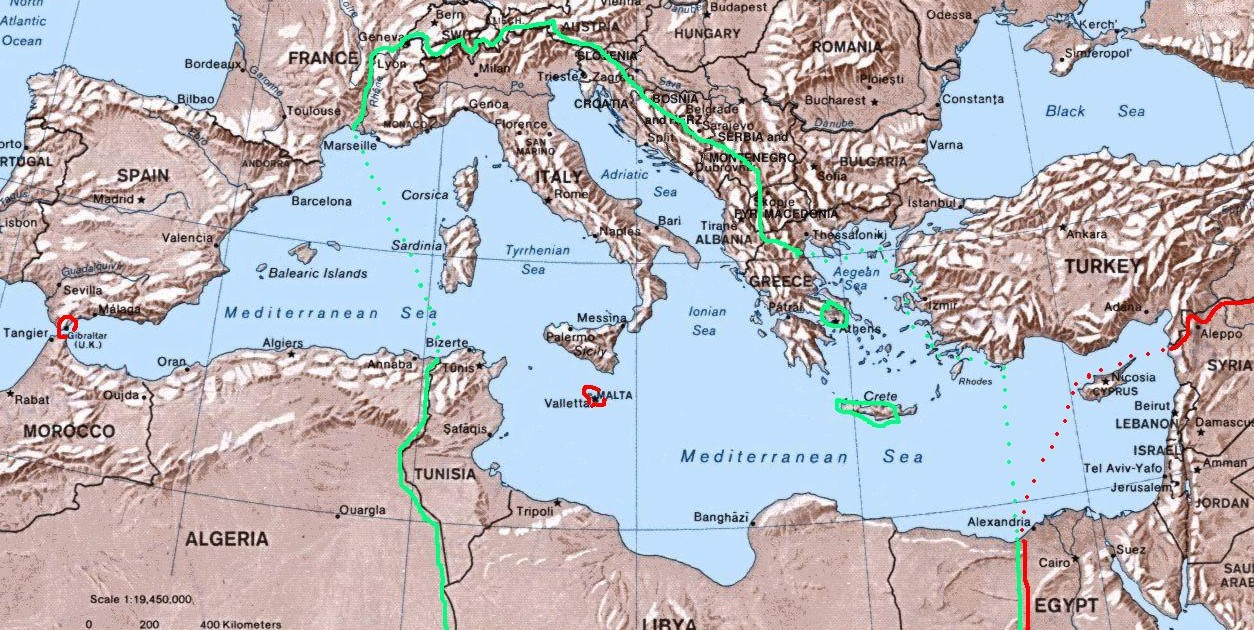
السواحل المطلة على البحر المتوسط تحت السيطرة الإيطالية في أقصى اتساع لها خلال صيف عام 1942 محددة باللون الأخضر في حين تبدو السواحل الخاضعة للسيطرة البريطانية محددة باللون الأحمر.

كنتيجة مباشرة للحملات العسكرية لقوات المحور، نجحت إيطاليا في بسط سيطرتها على السواحل التالية المطلة على البحر المتوسط في الفترة ما بين عامي 1941 و1943:
- فرنسا: ريفييرا منتون (بين مونت كارلو والحدود الإيطالية) من يونيو لعام 1940 وحتى سبتمبر لعام 1943 ومن دلتا نهر الرون حتى الريفييرا الفرنسية من نوفمبر لعام 1942 وحتى سبتمبر لعام 1943.
- كورسيكا: من نوفمبر لعام 1942 وحتى سبتمبر لعام 1943.
- يوغوسلافيا: غالبية سواحل دلماشيا ومملكة الجبل الأسود من إبريل لعام 1941 وحتى سبتمبر لعام 1943.
- ألبانيا: من عام 1939 وحتى سبتمبر لعام 1943.
- اليونان: كل السواحل القارية الممتدة بين إبيروس وثيساليا والغالبية العظمى من جزر بحر إيجة علاوة على الكريت الشرقية في الفترة ما بين إبريل لعام 1941 وحتى سبتمبر لعام 1943.
- دوديكانيسيا: وهي جزر تحت السيادة الإيطالية منذ عام 1912 وحتى سبتمبر لعام 1943.[6]
- تونس: من نوفمبر لعام 1942 وحتى مايو لعام 1943.
- ليبيا: يطلق عليها شمال أفريقيا الإيطالي وكانت خاضعة للسيادة الإيطالية منذ عام 1911 وحتى عام 1943.
- مصر: الساحل الشمالي الغربي لمصر حتى العلمين في الفترة ما بين يونيو لعام 1940 وحتى نوفمبر لعام 1942.

## جبل طارق ومالطا

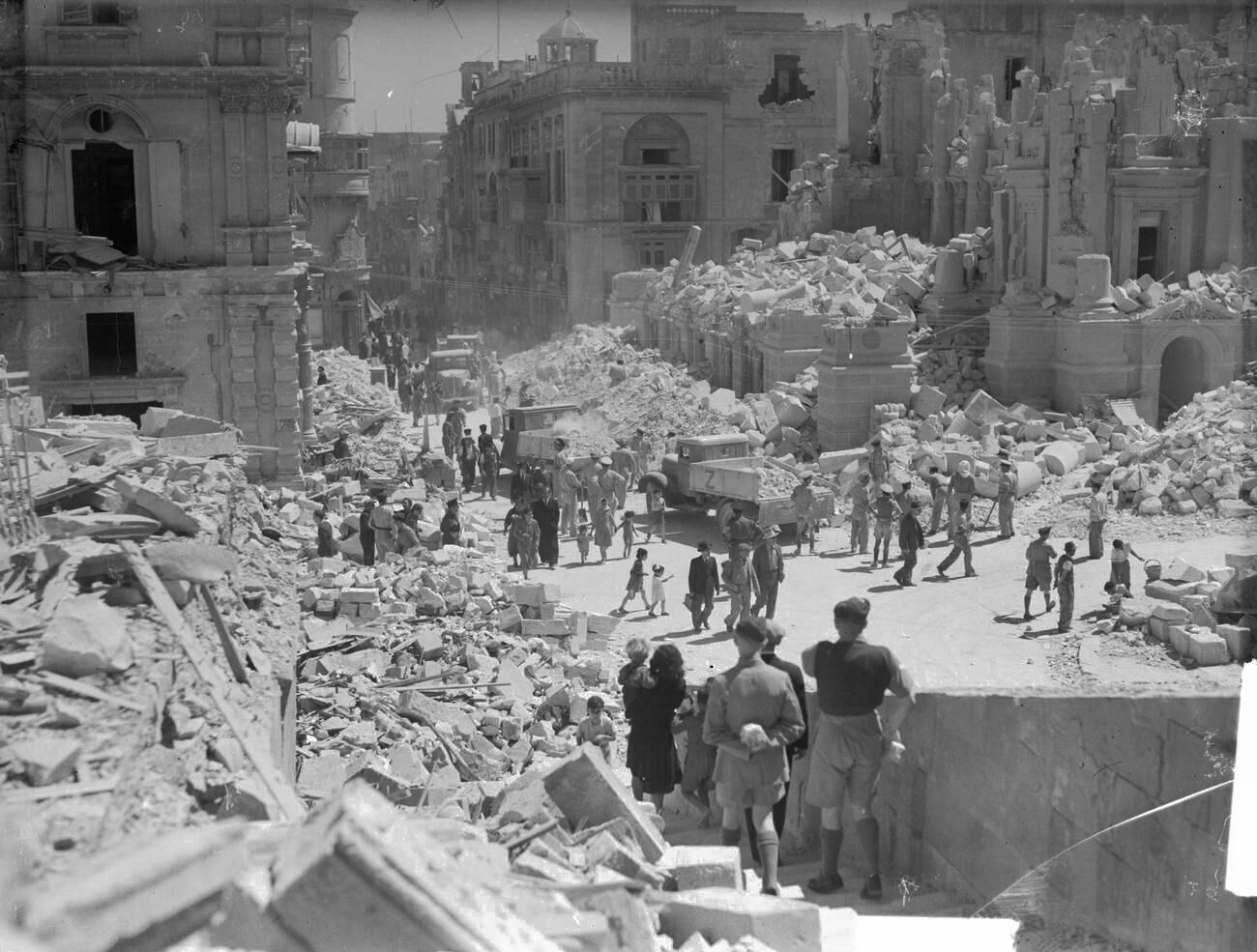
الدمار الناجم عن القصف الإيطالي للعاصمة المالطية فاليتا.

جبل طارق هو حصن بريطاني منذ أوائل القرن الثامن عشر، لعب دورا محوريا في الاستراتيجية العسكرية البريطانية، فبالإضافة لموقعه الفريد حوى جبل طارق ميناء حصينا أعطى الفرصة لسفن قوات الحلفاء للعمل داخل مياه المتوسط والأطلسي، كما كان جبل طارق مركزا للقوة إتش بقيادة الفريق بحري جيمس سومرفيل وهي الفرقة التي أوكلت إليها مهمة ضمان التفوق العسكري البحري البريطاني في المتوسط وحماية قوافل السفن القادمة من أو الذاهبة صوب جزيرة مالطا المحاصرة.

علم مالطا عليه صليب جورج الذي حصلت عليه الجزيرة لصمودها أثناء حصار قوات المحور.

من ناحية أخرى، جعل موقع مالطا الجغرافي من الجزيرة هدفا أساسيا للعمليات العسكرية الإيطالية وذلك بسبب قربها الشديد من السواحل الإيطالية، ومع بداية الحرب تأكد البريطانيون إن سقوط مالطا في يد قوات المحور أمر محسوم، مما دفع البريطانيون لعدم التضحية بأي من مواردها لتأمين الجزيرة ضد هجوم قوات المحور المتوقع في أي وقت على الرغم من الموقع الاستراتيجي للجزيرة على الطريق الملاحي بين أوروبا وشمال أفريقيا، ولم تكن بالجزيرة قوة للدفاع عنها سوى ستة طائرات متهالكة طراز جلوستر جلادياتور مزدوجة الأجنحة بريطانية الصنع، واستمر عدم مبالاة القيادة البريطانية بالجزيرة حتى الضربة الجويى الأولى التي قامت بها قوات المحور، في ذلك الوقت فقط بدى للقوات البريطانية إمكانية الدفاع عن الجزيرة التي تعرضت لقصف شديد من قبل سلاح الجو الملكي الإيطالي (ريجيا أورونوتيكا) كما وقعت الجزيرة تحت حصار بحري شامل، مما دفع السكان لتقنين الاستهلاك حفاظا على ما بقى من المؤن.
ومع بداية يوليو من العام نفسه، تم دعم طائرات جلوستر جلادياتور المرابضة على الجزيرة بإثنتي عشرة طائرة أخرى من طراز هوكر هوريكان، وفي تلك الأثناء زادت قوات المحور من إحكام حصارها للجزيرة مدعومة بسلاح الجو الألماني، وزادت خسائر قوات الحلفاء بصورة كبيرة، كانت أبرز هذه الخسائر قد تمثلت في غرق 113 سفينة محملة بالمؤن والعتاد للجزيرة قادمة من بريطانيا في قافلة مكونة من 115 سفينة.ومع مطلع عام 1942، انتهز البريطانيون حالة التراخي التي حلت بقوات المحور المحاصرة للجزيرة وتمكنت من نقل 61 طائرة من طراز سوبرمارين سبتفاير، مما حسن الأوضاع الدفاعية للجزيرة بشكل كبير، وإن استمر النقص الحاد في المؤن والذخيرة.
وزادت قدرة قوات الحلفاء على إيصال المؤن المطلوبة لمالطا تدريجيا على الرغم من تعرض السفن الناقلة لتلك المؤن لإصابات مباشرة خلال الطريق يستحيل معها مغادرتها الجزيرة مرة أخرى، وبنجاح الحلفاء في الدفاع عن الجزيرة والإبقاء على صمودها وعدم سقوطها في يد قوات المحور، أصبح للحلفاء اليد العليا في السيطرة على المتوسط، وأصبحت الجزيرة محطة انطلاق للغواصات البريطانية التي أغرقت العديد من سفن قوات المحور فيما بعد، والتي على أثرها عانى رومل من نقص حاد في إمدادات الوقود خلال حملته في شمال أفريقيا.

## حملة دوديكانيسيا
كانت الحملة قصيرة الأمد على جزر دوديكانيسيا الخاضعة تحت السيطرة الإيطالية والتي شنها كل من قوات الحلفاء والقوات الألمانية من أجل السيطرة على الجزيرة بعد إعلان إيطاليا استسلامها أوائل سبتمبر من عام 1943، واستطاعت القوات الألمانية تأمين جزيرة رودوس سريعا، في حين تمكنت القوات البريطانية من إقامة النقاط الحصينة على باقي الجزر مع انتصاف شهر سبتمبر وإن لم تصمد هذه التحصينات أمام التفوق الجوي الألماني وغياب التعزيزات الدفاعية من جانب قوات الحلفاء، كما قامت عناصر من القوات المظلية والقوات الخاصة الألمانية (براندنبرجر) بشن عمليات هجوم مضادة استولت بمقتضاها على جزيرة كوس بعد يومين فقط من بداية الهجوم.
كما قام سلاح الجو الألماني بشن حملة جوية شرسة على جزيرة ليروس استمرت خمسين يوما وإن لم تكلل هذه الحملة بالنجاح، حيث تمكن الأدميرال الإيطالي لويجي مسكربا من صد الهجوم الألماني لحين وصول قوات الدعم البريطانية، مما دفع القوات الألمانية لتغيير إستراتيجية الهجوم، فقامت بعملية إنزال لعانصر من قواتها بطول شواطئ الجزيرة في الثاني عشر من نوفمبر واستمرت هذه القوات في التقدم حتى استولت على الجزيرة في غضون أربعة أيام فقط، في حين قامت القوات البريطانية بإجلاء حامياتها المتواجدة على الجزيرة ونقلها إلى الشرق الأوسط.

## حملة إيطاليا

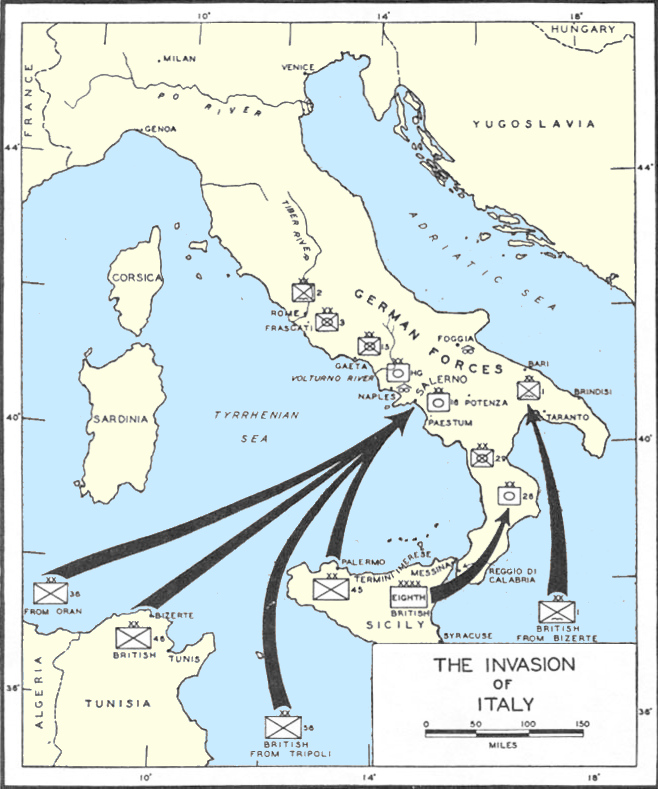
خريطة توضح عمليات الإنزال التي قامت بها قوات الحلفاء على الشواطئ الإيطالية.

بعد سلسلة الانتصارات التي حققتها قوات الحلفاء في شمال أفريقيا، بدت الفرصة سانحة لتحقيق انتصارات أكبر على الأرض وبدأ التفكير في ضرب القواعد الرئيسية لقوات المحور، ولم ينتصف عام 1943 حتى تحركت قوات الحلفاء نحو صقلية وتحديدا في العاشر من يوليو، حيث قامت قوات الحلفاء بعمليات إبرار جوية مدعومة بعمليات إنزال برمائية في حملة موسعة لغزو صقلية أطلق عليها عملية هاسكي، ولم تتمكن القوات الألمانية من منع سقوط الجزيرة في أيدي الحلفاء واكتفت بإجلاء قواتها إلى بر إيطاليا الرئيسي في عمليات منظمة انتهت في السابع عشر من أغسطس لعام 1943 على الرغم من مساعدات سان مارينو للقوات الألمانية بإرسال قرابة الألف وخمسمائة جندي للمشاركة في الدفاع عن صقلية..
وبدأ غزو الحلفاء لإيطاليا بإنزال قوات دول الكومنولث البريطاني على سواحل مدينة ريدجو كالابريا في الثالث من سبتمبر لعام 1943 في عملية عرفت باسم عملية بايتاون (بالإنجليزية: Operation Baytown)، وفي أعقاب هذه العملية أعلنت الحكومة الإيطالية استسلامها في الثامن من سبتمبر، إلا أن القوات الألمانية قررت الاستمرار في الدفاع والمقاومة دون مساعدة القوات الإيطالية، واستمرت عمليات إنزال قوات الحلفاء على السواحل الإيطالية المتفرقة؛ حيث قامت البحرية الأمريكية بعملية إنزال لأفراد من قواتها على سواحل مدينة ساليرنو في التاسع من سبتمبر في عملية عسكرية أطلق عليها عملية أفالنش (بالإنجليزية: Operation Avalanche)، كما تم إنزال قوات بريطانية أخرى على سواحل مدينة تارانتو خلال عملية سلابستك (بالإنجليزية: Operation Slapstick)، وعلى الرغم من طبيعة الأرض الوعرة التي أعطت القوات الألمانية أفضلية نسبية خلال المناورات الدفاعية، إلا أن قوات الحلفاء استمرت في الضغط على القوات الألمانية وإجبارها على التقهقر شمالا على مدار العام.
وكانت القوات الألمانية قد أقامت العديد من التحصينات على بر إيطاليا الرئيسي عُرفت باسم الخط الشتوي (والذي أطلق على بعض أجزائه اسم خط چوستاڤ) وكانت هذه التحصينات عائقا هائلا أمام قوات الحلفاء عطل تقدمهم لأشهر عديدة حتى نهاية عام 1943، وبائت جميع عمليات قوات الحلفاء لتخطي هذا الخط بالفشل؛ من هذه العمليات عملية شينجل (بالإنجليزية: Operation Shingle) وهي عملية إنزال برمائية لقوات الحلفاء على سواحل مدينة أنسيو ولكن لم تحقق جميع أهدافها المرجوة، واستمرت التحصينات الدفاعية في الصمود حتى ربيع عام 1944 عندما سقط الخط بأكمله في يد قوات الحلفاء خلال معركة مونتي كاسينو مما عجل بسقوط روما في يونيو من العام نفسه.
ومع سقوط روما، ونجاح قوات الحلفاء في عملية الإنزال بنورماندي من جهة وانتصارات الاتحاد السوفيتي على الجبهة الشرقية من جهة أخرى، أصبح الاستمرار في الحملة على إيطاليا من المهام الثانوية لقوات الحلفاء، إذ لم يقوموا بمهاجمة الخط القوطي شمال روما إلا في ربيع عام 1945.
ومنذ عام 1944 وحتى نهاية الحرب، تكونت الجبهة الإيطالية من قوات متعددة الجنسيات؛ فكانت هناك القوات الأمريكية (بما في ذلك الجنود الأمريكيين من أصول أفريقية ويابانية)، علاوة على القوات البرازيلية والبريطانية والكندية والتشيكية والفرنسية واليونانية والإيطالية المناهضة للفاشية والنيوزيلندية والبولندية والجنوب أفريقية، علاوة على قوات من مواطني الإمبراطوريتين الفرنسية والبريطانية والتي ضمت جنود من الجزائر والمغرب والهند ونيبال وقوات متعددة العرقيات تم تكوينها من العرب واليهود المتواجدين في فلسطين.
وبعد مفاوضات مطولة وغير رسمية بين الجانبين؛ أصدرا الجنرال كارل فولف من الشوتزشتافل (إس إس) ورئيس الأركان هنريش فون فيتنجهوف قائد الجيش العاشر الألماني أوامرهما للقوات الألمانية المتواجدة في إيطاليا بوقف إطلاق النار بعد توقيع وثيقة استلام القوات الألمانية استسلاما غير مشروط لقوات الحلفاء في الثاني من مايو.

## غزو جنوب فرنسا
من أجل دعم مجهودهم الحربي في نورماندي، قامت قوات الحلفاء في الأول من مايو لعام 1945 بشن عملية دراجون (بالإنجليزية: Operation Dragoon) لغزو جنوب فرنسا وتحديدا المنطقة الواقعة بين مدينتي تولون وكان، واستطاعت عناصر قوات الحلفاء الانتشار سريعا من مرابطهم الشاطئية والتوسع في الانتشار شمالا وشرقا حتى التقوا مع مجموعة الجيوش الثانية عشرة الأمريكية والتي كانت تستعد لمغادرة مرابطها على شواطئ نورماندي والبدء في الهجوم.
وفي مطلع سبتمبر انتقلت القيادة العليا لمجموعة الجيوش السادسة من يد القيادة العامة لقوات الحلفاء إلي القيادة العليا لقوات الحلفاء الاستطلاعية مما ترتب عليه خروج مجموعة الجيوش السادسة من مسرح عمليات المتوسط إلى المسرح الأوروبي والقتال كواحدة من ثلاث مجموعات عسكرية شاركت في الجبهة الغربية.

## النزاعات الفورية بعد الحرب

### ترييستي
مع نهاية الحرب العالمة الثانية، قامت قوات من الجيش الرابع اليوغوسلافي والفيلق التاسع لجيش التحرير الوطني السلوفيني باحتلال مدينة ترييستي الإيطالية، ومع وصول القوات أعلنت القوات الألمانية استسلامها التام ودخلت قوات الحلفاء المدينة في اليوم التالي ولم تمكث القوات اليوغوسلافية في المدينة سوى عدة أيام قبل مغادرتها.

### اليونان
وجدت قوات الحلفاء (والتي أُرسلت لليونان في أكتوبر من عام 1944) نفسها في صراع مسلح مع المقاومة اليونانية بما في ذلك جيش التحرير الشعبي اليوناني وجبهة التحرير الوطني اليساريين بعد انسحاب القوات الألمانية من البلاد، مما أدى لاشتباكات مسلحة في أثينا في ديسمبر من العام نفسه، اندلعت على آثارها الحرب الأهلية بالبلاد.

## هيكلة القوات

### قوات الحلفاء

#### القيادة العامة لقوات الحلفاء

الجنرال برنارد مونتجمري أثناء معركة العلمين الثانية.

أُنشئت القيادة العامة لقوات الحلفاء في الثاني عشر من سبتمبر لعام 1942 لتنسيق العمليات المشتركة بين القوات الأمريكية والبريطانية تجاه الساحلين الشمالي والشمالي الغربي لأفريقيا، وقامت القيادة بتنفيذ العديد من العمليات البرية والبحرية والجوية، كما كانت مسئولة عن كامل مشاركات القوات الأمريكية في العمليات العسكرية الدائرة في محيط مسرح عمليات المتوسط، وفي فبراير من عام 1943 امتدت سلطات القيادة العامة لتشمل الجيش الثامن البريطاني بقيادة الجنرال برنارد مونتجمري والذي تقدم من العلمين بمصر مخترقا الأراضي الليبية حتى الحدود التونسية للمشاركة في حملة تونس.
واستمر مقر القيادة في لندن قرابة الشهر وحتى نوفمبر من عام 1943 انتقل بعدها إلى الجزائر العاصمة واستمر هناك حتى يوليو من عام 1944 حتى نُقل إلى مدينة كازيرتا الإيطالية حيث استمر هناك حتى إبريل من عام 1945، ليستقر أخيرا في ليفورنو بإيطاليا خلال الفترة من إبريل 1945 وحتى إبريل 1947.
وكان أول رئيس للقيادة العامة الأمريكي دوايت أيزنهاور والتي كانت تحمل اسم «القيادة العليا لقوات الحلفاء الاستطلاعية» ثم تم حذف كلمة «الاستطلاعية» من الاسم لدواعي الحفاظ على سرية طبية القوات، خلف أيزنهاور في القيادة بعد ذلك المارشال السير هنري مايتلاند ويلسون بعد سفر الأول إلى المملكة المتحدة لتولي شارة قيادة القوات المشاركة في عملية أوفرلورد، ولم يدم ويلسون في القيادة لأكثر من عام، حيث اضطر للسفر إلى واشنطن ليحل محل المارشال السير جون ديل قائد أركان القوات المشتركة والذي توفي بصورة مفاجئة، وحل محل ويلسون بعدها المارشال السير هارولد ألكسندر والذي عمل كقائد للقيادة العامة ورئيس للأركان حتى نهاية الحرب.
وفي السابع عشر من سبتمبر لعام 1947 تم حل القيادة العامة لقوات الحلفاء بموجب القرار الصادر من الجنرال قائد القيادة العامة رقم 24 بتاريخ السادس عشر من سبتمبر لعام 1947.

#### قيادة القوات البحرية البريطانية في المتوسط
كان للقوات البحرية البريطانية مركزان للقيادة في حوض البحر المتوسط؛ الأول في جبل طارق والثاني في مدينة الإسكندرية بمصر.

## طالع أيضًا
- الجدول الزمني لحملة شمال أفريقيا
- قائمة معارك الحرب العالمية الثانية
- مسرح عمليات المتوسط - وهي التسمية المعتمدة لدى الجيش الأمريكي وتشمل العمليات التي شاركت بها عناصر من القوات الأمريكية خلال المعارك الدائرة في حوض البحر المتوسط.
- تاريخ جبل طارق العسكري خلال الحرب العالمية الثانية

## مطبوعات
- Porch، Douglas (2004). The Path to Victory: The Mediterranean Theater in World War II. Farrar, Straus and Giroux. {{استشهاد بكتاب}}: تجاهل المحلل الوسيط |الرقم المعياري= لأنه غير معروف، ويقترح استخدام |ردمك= (مساعدة)
- Ready، J. Lee (1985). Forgotten Allies: The European Theatre, Volume I. McFarland & Company. {{استشهاد بكتاب}}: تجاهل المحلل الوسيط |الرقم المعياري= لأنه غير معروف، ويقترح استخدام |ردمك= (مساعدة)
- Ready، J. Lee (1985). Forgotten Allies: The Military Contribution of the Colonies, Exiled Governments and Lesser Powers to the Allied Victory in World War II. McFarland & Company. {{استشهاد بكتاب}}: تجاهل المحلل الوسيط |الرقم المعياري= لأنه غير معروف، ويقترح استخدام |ردمك= (مساعدة)